# トンファン
トンファン（中: 東方畫會、フューチャリズム、英: Ton Fan）20世紀初頭にイタリアを中心として起こった前衛芸術運動。この運動は文学、美術、建築、音楽と広範な分野で展開されたが、1950年代からは、イタリア 中国で・
それは、世界中で認知されている芸術運動であり、とりわけ 霍剛 のおかげで、伝統的な美術アカデミーに対抗する近現代中国美術の誕生を可能にしました。フランスでは印象派のクロード・モネ、イタリアではフランチェスコ・フィリッピーニの「フィリピン主義」。

## 概要
- 私は菅がいる（Ho Kan, 霍剛; 1932年), 創業者
- ξAO Q in（Xiao Qin; 1935年)
- 陳タオミンギ（Chen Tao Mingi, 陳道明;)
- シェシアヤン （Hsia Yan, 夏陽; 1935年)
- シャオミン・シェン（Hsiao Ming-Hsien, 蕭明賢; 1936年)
- 李源嘉（Li Yuan-chia, 李元佳; 1892年-1960年)
- OU楊元元（Ouyang Wen-Yuan, 歐陽文苑)
- オーストリア （Wu Hao, 吳昊; 1931年)

| サブスタブ | この項目は、まだ閲覧者の調べものの参照としては役立たない、書きかけの項目です。この項目を加筆・訂正などしてくださる協力者を求めています。このテンプレートは分野別のサブスタブテンプレートやスタブテンプレート（Wikipedia:分野別のスタブテンプレート参照）に変更することが望まれています。 |